# Fall «Carlos»
Der Fall «Carlos» ist eine seit 2013 andauernde Kontroverse in der Schweizer Sozialarbeit und Justiz. Er betrifft Brian Henry Keller (* 21. September 1995 in Paris), einen Schweizer, der dutzendfach wegen Gewaltdelikten verurteilt wurde. Die kostspielige sozialpädagogische Betreuung für ihn löste zwischen 2013 und 2015 eine mediale und politische Kontroverse aus. Anschliessend wurde er wegen erneuter Straftaten inhaftiert und befand sich zwischen 2018 und 2022 mit aufwändigen Sicherheitsvorkehrungen weitgehend in Einzelhaft. Der Fall hat Diskussionen über den Aufwand der Resozialisierung von Straftätern sowie über die Überforderung der Schweizer Justiz mit aussergewöhnlich gewaltbereiten Inhaftierten angestossen. Zudem warf der UN-Sonderberichterstatter über Folter der Schweiz vor, durch die jahrelange Einzelhaft die UN-Antifolterkonvention zu verletzen.

## Fixierung in der Psychiatrie 2011
Keller war 2011 als 16-jähriger Jugendlicher in der Psychiatrischen Universitätsklinik Zürich auf Anordnung von Fachärzten 13 Tage lang ans Bett gefesselt worden. In der Folge sprach das Zürcher Obergericht die Ärzte wie schon die Vorinstanz, das Bezirksgericht, vom Vorwurf der Freiheitsberaubung frei. Während das Bezirksgericht das Urteil gut begründete, bemängelte das Bundesgericht zwölf Jahre später im Juli 2023, dass das Obergericht nicht darauf eingegangen sei, warum das Gutachten nicht berücksichtigt worden sei, das zum Schluss kam, dass die Fixierung unverhältnismässig gewesen sei. Das Obergericht muss jetzt einen neuen Entscheid fällen.

## Kontroverse über Betreuungsmassnahmen 2013–2015

### Reportage im Schweizer Fernsehen 2013
In der am 25. August 2013 ausgestrahlten Fernsehsendung «Der Jugendanwalt» der Reihe Reporter des Schweizer Fernsehens (SRF) wurde die Arbeit des Jugendanwalts Hansueli Gürber im Kanton Zürich porträtiert. In diesem Rahmen wurde der zu diesem Zeitpunkt 17-jährige Brian Keller vorgestellt, sein Name wurde mit «Carlos» pseudonymisiert. Der Sohn eines Schweizers aus Zürich und einer in Paris lebenden Kamerunerin war bis anhin 34 Mal wegen verschiedener Delikte verurteilt worden.
Die Betreuung von Keller erfolgte durch den Kanton Zürich in der Form eines Sondersettings. Derartige Massnahmen können, sofern angezeigt, von der kantonalen Jugendanwaltschaft angeordnet werden. Die RiesenOggenfuss GmbH mit Sitz in Zürich, ein vorwiegend in den Schweizer Kantonen Aargau und Basel-Landschaft tätiges Unternehmen, welches gemäss eigenen Angaben Resozialisierungsprogramme für schwer erziehbare Jugendliche durchführt, wurde mit diesem Sondersetting beauftragt.
Dieses Sondersetting kostete gemäss der Justizdirektion des Kantons Zürichs den Staat im Monat 29'200 Franken. Die Höhe der Kosten wie auch der Umstand, dass ein Gewalttäter in diesem Rahmen beim ebenfalls vorbestraften mehrfachen Muay-Thai-Weltmeister Shemsi Beqiri Boxstunden nahm und dass sein Opfer, welches durch einen Messerstich in Lebensgefahr gebracht worden war, kaum staatliche Hilfe erhalten haben soll, stiess auf Kritik.

### Konsequenzen aus der Reportage 2013–2015
Auf Druck der Öffentlichkeit schlüsselte der Zürcher Justizdirektor Martin Graf die Kosten wie folgt auf:
- 1930 Franken für eine Vierzimmer-Wohnung in Reinach BL
- 5300 Franken für das Muay-Thai-Training
- 11'100 Franken Betreuungskosten
- 1800 Franken für einen Privatlehrer
- 1000 Franken für die Elternarbeit
- 640 Franken Taschengeld
- 500 Franken für Freizeit und Wochenende

Gürber, der zuständige langjährige Jugendanwalt, der in der Fernsehsendung porträtiert wurde, kündigte Ende Januar 2014.
Die Justizdirektion des Kantons Zürich reagierte auf den Druck der Öffentlichkeit und zog daraus Konsequenzen. So dürfen unter anderem Gewaltverbrecher kein Boxtraining auf Staatskosten nehmen und das Konzept des Sondersettings muss überdacht werden. Keller wurde in der Folge vorübergehend inhaftiert.
Am 18. Februar 2014 entschied das Bundesgericht, die erneute Inhaftierung sei rechtswidrig gewesen. Die Zürcher Justiz habe ihn allein wegen des öffentlichen Drucks inhaftiert und damit gegen Treu und Glauben verstossen. Daher müsse Keller bis Ende Februar aus der geschlossenen Unterbringung entlassen werden. Ausserdem habe der Kanton eine Entschädigung von 3'000 Franken auszurichten.
In der Folge wurde Keller ab Anfang März 2014 in ein neues, kostengünstigeres Setting aufgenommen; dieses fand in den Niederlanden statt. Boxtraining gehörte nicht mehr zur regulären Tagesstruktur. In der Freizeit konnte er Sport treiben. Das neu angesetzte Sondersetting sollte ergänzend zu den staatlichen Beiträgen mit Spenden finanziert werden.
Nachdem die Finanzkommission des Kantonsrats das fehlende Controlling hinsichtlich der Finanzkompetenzen der Jugendanwälte – es bestünden keinerlei Einschränkungen zur Ausgabenhöhe – bereits bemängelt hatte, forderte die SVP und die BDP eine parlamentarische Untersuchungskommission (PUK) in dieser Angelegenheit. Einzig die CVP signalisierte Zustimmung, sprach sich allerdings danach für eine Rückweisung des Berichts und gegen eine PUK aus. Andere Parteien, wie die FDP oder die SP, übten ebenfalls scharfe Kritik, hielten aufgrund eines Einzelfalls eine PUK aber nicht für gerechtfertigt. Der Antrag auf eine PUK war deshalb im Parlament chancenlos, ebenso wie der Antrag der CVP auf Rückweisung des Berichts.
Am 19. Juni 2014 gab die Oberstaatsanwaltschaft Zürich gegenüber der Presse bekannt, die Beteiligten seien «aufgrund des bisherigen Verlaufs der Schutzmassnahme gemeinsam zum Schluss gelangt, dass das Sondersetting keine erzieherischen oder therapeutischen Wirkungen mehr entfalte». Der leitende Jugendanwalt Patrik Killer sagte gegenüber der Presse, das Kosten-Nutzen-Verhältnis habe nicht mehr gestimmt. Das Setting würde umgehend abgebrochen und «Carlos» in die Freiheit entlassen. Bis September 2014 wurde er noch begleitet. Ende Oktober 2014 wurde «Carlos» bis April 2015 wieder in Untersuchungshaft gesetzt, der Vorwurf lautete, er solle einen Mann mit einem Messer bedroht haben. Im Prozess vom Oktober 2015, bei dem es unter anderem um diesen Fall ging, konnte der Vorwurf allerdings entkräftet werden und «Carlos» wurde diesbezüglich freigesprochen.
Am 12. April 2015 wurde Justizdirektor Martin Graf aus dem Regierungsrat des Kantons Zürich abgewählt, was er selbst unter anderem dem Fall «Carlos» und dem Medienecho, das dieser Fall ausgelöst hatte, zuschrieb.

## Strafverfahren wegen Gewaltdelikten

### Haft 2016–2017
Am 7. März 2017 wurde Keller wegen eventualvorsätzlicher, versuchter schwerer Körperverletzung aufgrund eines Vorfalls am 29. März 2016, der nicht im Zusammenhang mit der Kontroverse stand, vom Bezirksgericht Zürich zu 18 Monaten Haft verurteilt.
Im März erhob sein Anwalt schwere Vorwürfe bezüglich der Haftbedingungen. Er habe zum Essen nur Brot erhalten, habe nicht duschen können, und der Zugang zu Büchern, Radio und TV sei ihm ebenso verwehrt worden. Am 3. Juli 2017 hatte die Zürcher Justizdirektion eine Administrativuntersuchung zur Behandlung Kellers präsentiert. Sie kam zum Schluss, dass er tatsächlich unter diskriminierenden und erniedrigenden Haftbedingungen gehalten wurde, jedoch sei die Einzelhaft, die Beschränkung des Besuchsrechts und die Verweigerung von Lesematerial nicht zu beanstanden gewesen. Seine Nahrung erhielt er jeweils in Brote eingelegt, da er selbst Styropor-Geschirr dazu hätte verwenden können, um das Klo zu verstopfen. Ebenso seien die Mitarbeiter des Gefängnisses mit seiner «beschimpfenden, drohenden, renitenten und aggressiven» Person überfordert gewesen. Die Behandlungsweise sei massgeblich dadurch motiviert gewesen, die Sicherheit der Angestellten zu gewährleisten. Dazu musste für jede einzelne Türöffnung die Polizei zugezogen werden.
Diverse Online-Portale berichteten, dass Keller Ende Juni 2017 im Gefängnis Pöschwies mehrere Gefängnisaufseher angegriffen haben soll, ein Mitarbeiter habe zur Kontrolle ins Universitätsspital Zürich gebracht werden müssen. Gemäss einer Quelle der Neuen Zürcher Zeitung (NZZ) passierte das, als ihm mitgeteilt worden sei, dass er zu seinem eigenen Schutz wieder in die Sicherheitsabteilung gehen müsse – eine geplante Attacke durch Mithäftlinge solle dadurch verhindert werden. In diesem Rahmen soll es zu einem Gerangel gekommen sein, bei dem Keller selbst auch verletzt wurde. Darüber hinaus soll er angeblich einen pädophilen Mithäftling geschlagen haben, der NZZ-Informant bezeichnete es aber als eine «Rempelei». Jedenfalls wurde er erneut in Untersuchungshaft genommen.

### Untersuchungshaft 2018
Im April 2018 befand sich Keller in der Strafanstalt Thorberg, weil wegen des Angriffs auf einen Aufseher in der Strafanstalt Pöschwies Untersuchungshaft verhängt worden war. Wegen seines Gewaltpotenzials müsse er beim Spaziergang im Gefängnishof von vier Mitgliedern einer polizeilichen Sondereinheit begleitet werden. Wegen Körperverletzung, Gewalt und Drohung gegen Beamte und Sachbeschädigung wurde ein neues Strafverfahren vorbereitet. Laut Staatsanwaltschaft werde geprüft, ob er ordentlich verwahrt werden kann.

### Strafverfahren seit 2019
Ab dem 30. Oktober 2019 fand die Verhandlung gegen Keller vor dem Bezirksgericht Dielsdorf statt. Ihm wurden seitens der Staatsanwaltschaft Zürich 29 Delikte vorgeworfen, die in verschiedenen Haftanstalten begangen worden seien, wie versuchte schwere Körperverletzung, einfache Körperverletzung, Sachbeschädigungen, Drohungen, Beschimpfungen. Der Staatsanwalt forderte eine Freiheitsstrafe von 7,5 Jahren, eine Geldstrafe sowie eine ordentliche Verwahrung gemäss Art. 64 StGB. Am 6. November sprach das Gericht den Angeklagten in allen Anklagepunkten schuldig. Es verhängte eine Freiheitsstrafe von 4 Jahren und 9 Monaten sowie eine Geldstrafe von 70 Tagessätzen à 10 Franken. Die Freiheitsstrafe wurde zugunsten einer stationären Massnahme nach Artikel 59 des Strafgesetzbuches aufgeschoben (sogenannte «kleine Verwahrung»). Eine ordentliche Verwahrung lehnte das Gericht ab.
Keller legte Berufung ein. Das Zürcher Obergericht verurteilte ihn daraufhin zu 6 Jahren und 4 Monaten Gefängnis. Im Dezember 2021 hob das Bundesgericht das Urteil auf und wies den Fall zur neuen Entscheidung ans Obergericht zurück.
Am 8. November 2023 verurteilte das Bezirksgericht Dielsdorf Keller erneut wegen einfacher Körperverletzung, Sachbeschädigung sowie Gewalt und Drohung gegen Beamte zu zwei Jahren und sechs Monaten Haft. Vom Vorwurf der versuchten schweren Körperverletzung sprach es ihn frei. Die Verteidigung hatte einen Freispruch verlangt, die Anklage eine Freiheitsstrafe von neun Jahren und sieben Monaten.

### Verfahren und Kontroversen betreffend die Haftbedingungen

#### Einzelhaft 2018 bis 2022
Während des hängigen Verfahrens befand sich Keller in Sicherheitshaft in der JVA Pöschwies, zwischen August 2018 und Januar 2022 in Einzelhaft. Um ihm trotzdem unkomplizierte Spaziergänge an der frischen Luft zu ermöglichen, wurden zwecks eines direkten Zugangs zum Gefängnishof zwei Zellen umgebaut. Diese bauliche Massnahme kostete das Gefängnis 1,85 Millionen Franken.
Im Juli 2019 schlug ein Vollzugsbeamter rechtswidrig auf Keller ein. Nachdem Keller «sehr aggressiv» geworden war, musste er am Boden gefesselt werden. Obwohl dies die Situation bereits deeskalierte, versetzte der Beamte ihm zwei Fusstritte gegen den Körper und einen Faustschlag gegen den Kopf. Der Beamte wurde daher zu einer bedingten Geldstrafe verurteilt und muss Brian eine Genugtuung von 1000 Franken bezahlen. Auch bei einem renitenten Täter wie Keller, der das Personal und die Justiz an ihre Grenzen bringt, sei nicht alles erlaubt, so das Bundesgericht 2023.
Im Dezember 2020 wurde Keller in der JVA Pöschwies vom Schweizer Fernsehen SRF interviewt, im Rahmen einer Rundschau-Ausgabe, bei welcher auch die Juristen Benjamin F. Brägger und Daniel Jositsch zu Gast waren. In den Interviews erklärte Keller, dass die Einzelhaft ihn psychisch belaste, und er beschrieb sich als «perfekt, so wie ich bin. Ich bin mit mir zufrieden.» Zudem würde er lieber im Gefängnis sitzen, als Medikamente zu nehmen.
2021 forderte der Schweizer Jurist Nils Melzer in seiner Funktion als UN-Sonderberichterstatter über Folter das sofortige Ende von Kellers jahrelanger Einzelhaft, und teilte mit, deren Dauer verletze die UN-Antifolterkonvention.

#### Entlassung und neue Verfahren ab 2022
Im Dezember 2021 wies das Bundesgericht die kantonalen Behörden an, «umgehend die Erstellung eines situationsangepassten Konzepts für mögliche Lockerungen des Haftregimes» zu veranlassen. Im Januar 2022, nach rund dreieinhalb Jahren Einzelhaft, wurde Keller in ein Zürcher Untersuchungsgefängnis verlegt und ins normale Haftregime integriert, das Kontakt zu Mithäftlingen zulässt.
Im November 2022 wurde er wegen 30 Taten ([versuchte] Körperverletzungen, Gewalt, Drohungen, Sachbeschädigungen) angeklagt, die er zwischen November 2018 bis Juni 2022 begangen haben soll, die meisten davon in der Justizvollzugsanstalt Pöschwies. In der Folge wurde er erneut formell verhaftet und ihm wurde erneut Sicherheitshaft angeordnet. Dies geschah drei Tage, bevor er aufgrund einer Verfügung des Zürcher Obergerichts aus der Sicherheitshaft entlassen werden sollte. Eine Fortsetzung sei nicht mehr verhältnismässig gewesen, da die bisherige Haftdauer sehr nahe an die zu erwartende Dauer der Freiheitsstrafe herangerückt wäre. Das Bundesgericht bestätigte im Juli 2023, dass die erneut angeordnete Sicherheitshaft mit der Strafprozessordnung vereinbar sei; dabei spielte auch die von der Vorinstanz bestätigte ungünstige Prognose eine Rolle.
Nach seiner Verurteilung 2023 ordnete das Bezirksgericht Dielsdorf die Freilassung Kellers am 10. November 2023 an. Ob und wann er die Freiheitsstrafe antreten muss, zu der er verurteilt wurde, ist wegen hängiger Verfahren noch offen.
Im Juni 2025 hat das Bezirksgericht Zürich Keller zu 45 Monaten unbedingter Haftstrafe verurteilt, dies wegen Straftaten am 2. Mai 2024: Drohung, Aufforderung zu Gewaltakten und sechs Schläge auf den Kopf eines Widersachers, der sich in der Szene Skorp808 nannte. Der Verteidiger hat den Weiterzug ans Obergericht des Kantons Zürich angekündigt.

## Video
- Hanspeter Bäni: Der Jugendanwalt. Video in: Reporter, SRF 1 vom 25. August 2013 (23 Minuten)
- Simon Christen, Hanspeter Bäni: Zwischen Recht und Gerechtigkeit – Von «Carlos» und anderen jungen Straftätern. Video in: DOK, SRF 1 vom 2. Oktober 2014 (51 Minuten)
- Streitgespräch zum Fall zwischen Esther Guyer und Alfred Heer in der Sendung Schawinski auf SRF 1 vom 10. März 2014 (27 Minuten)
- Sarah Weber: Eine Verwahrung wäre schlimmer als die Todesstrafe. In: SRF 1, Rundschau, 23. Oktober 2019 (14 Minuten)